# Tordas
Tordas [tordaš] je obec ve středním Maďarsku v župě Fejér, nedaleko Budapešti. V roce 2010 zde žilo 2 082 obyvatel. Protéká zde potok Svatého Ladislava (Szent-László patak). Je zde velice dobré silniční spojení, jelikož Tordas leží nedaleko dálnice M7.

## Dějiny
Území obce Tordas bylo obýváno již od doby kamenné. Později se nacházela na hlavní cestě do římského města Aquincum (v dnešní Budapešti). První dochovaná písemná zmínka o obci však pochází až z roku 1270, kdy se objevuje pod jménem Thordos. Již v této době se místní obyvatelé živili zemědělstvím, především zpracováním vinné révy.